# Мемориальная доска Алексею Леонову (Москва)
Мемориальная доска лётчику-космонавту Алексею Леонову в Москве была установлена 12 апреля 2021 года.
Установка мемориальной доски была приурочена к празднованию шестидесятилетнего юбилею первого полёта человека в космос.
Авторами проекта являются скульптор Ярослав Бородин и архитектор Юлия Ефремова.
Инициатива установки памятной доски принадлежала руководству «Альфа-банка».
Мемориальная доска А.Леонову размещена на фасаде здания, находящегося по адресу улица Маши Порываевой до 11, строение 3. В этом доме Алексей Леонов работал более двадцати лет, с 1992 года. Также здесь находится один из центральных офисов «Альфа-банка», в руководство которого входил Алексей Леонов.
На церемонии открытия мемориальной доски присутствовали космонавты Александр Волков и Владимир Титов, член совета директоров «Альфа-банка» Михаил Фридман, руководитель департамента культурного наследия Москвы Алексей Емельянов, представители городских органов власти и организаций космической отрасли.

## Описание памятника
Мемориальная доска включает в себя текстовую надпись и барельеф, на котором изображён скульптурный портрет Алексея Леонова, который помещён на бронзовую полуколонну, которая символизирует шлюзовую камеру космического корабля с элементами обшивки. Такое оформление было выбрано, чтобы отразить в мемориале тот факт, Алексей Леонов был первым человеком, который вышел в открытый космос.
Голова Леонова открыта, она видна в частично изображённом шлеме от скафандра, предназначенного для выхода в открытый космос.  Края шлема изображены как мазки краски от кистей, что напоминает о той технике живописи, в которой работал Алексей Леонов, являвшийся автором множества картин как на космическую тематику, так и изображающих природу Земли.
Чуть ниже на барельефе помещено изображение двух Звёзд Героя, обладателем которых был Леонов.
Барельеф закреплён на плите из чёрного лабрадорита, ниже барельефа выбита надпись:
«Леонов Алексей Архипович
Дважды Герой Советского Союза, генерал-майор авиации, первый человек, вышедший в открытый космос, участник программы «Союз-Аполлон», почётный член Академии художеств работал в этом здании с 1992 по 2019 год»
Справа от барельефа, как бы выглядывая из-за него, мозаикой выложено символическое изображение Земли, которая из космоса имеет голубой цвет.